# Protarctos abstrusus
Protarctos abstrusus  (лат.) — ископаемый вид медведей эпохи среднего плиоцена. Его окаменелости возрастом 3,4—3,75 млн лет обнаружены на острове Элсмир (Канада, за северным полярным кругом, к западу от Гренландии), а также в США (Айдахо, формация Glenn’s Ferry).
Филогенетический анализ показывает, что Protarctos abstrusus является базальным по отношению ко всем современным медведям. Происходит из Азии и не оставил живых потомков в Северной Америке.

## Название
Родовое Protarctos — от др.-греч. πρῶτος ἄρκτος «первый медведь», видовое лат. abstrusus означает «скрытый» и было дано из-за того, что сначала вид был известен только по одному зубу.

## Описание
Медведь размером с небольшого гималайского медведя, весом около 80—100 кг. Плоский лоб, очень высокий сагиттальный гребень.

## История
Первоначально вид был описан Филипом Бьёрком (Philip Bjork) в 1970 году как Ursus abstrusus на основе единственного моляра m1 возрастом 3,48—3,75 млн лет, найденного в плиоценовой формации Glenn’s Ferry на юго-западе Айдахо, США. С 1990-х годов на острове Элсмир (Канада) были обнаружены более полные окаменелости (в 1992, 1993, 1996, 1997, 2006).

## Среда обитания и образ жизни
Место находок в Канаде (78° 33′N 82° 22′W) называется Beaver Pond («Бобровый пруд»). Палеонтологические находки — окаменелости организмов, оставшиеся от биоценоза бореального леса (тайги); из млекопитающих, наряду с Protarctos abstrusus, — зайцев Hypolagus, бобров Dipoides, псовых Eucyon и верблюдов Paracamelus. Из них Eucyon и Paracamelus прибыли из Азии приблизительно на границе миоцена и плиоцена. В ту эпоху среднегодовые температуры в североамериканском заполярье были существенно выше, чем сейчас.
Доминирующий вид деревьев в плиоценовой тайге Beaver Pond — ископаемая гренландская лиственница (Larix groenlandii). Из других древесных пород — ольха, берёза, ель, сосна и туя. Количество осадков было значительно и оценивается в 550 мм в год. Фауна имела существенное сходство с восточно-азиатской фауной той же эпохи. Кроме упомянутых, в Beaver Pond найдены окаменелости и других животных, среди которых землеройка Arctisorex polaris, большая росомаха Plesiogulo, куницы Martes, ласки Mustela, барсук Arctomeles sotnikovae, древняя лошадь плезиогиппарион (Plesiohipparion), оленеобразное (Cervoidea) Boreameryx braskerudi.
Строение зубов Protarctos abstrusus свидетельствует об очень умеренной специализации на растительной диете, что хорошо согласуется с базальным положением вида. Тем не менее, следы кариеса свидетельствуют о том, что эти медведи сезонно поедали большое количество ягод, чтобы накопить жир для зимней спячки.